# Messegães, Valadares e Sá
Messegães, Valadares e Sá (oficialmente: União das Freguesias de Messegães, Valadares e Sá) é uma freguesia portuguesa do município de Monção, com 8,25 km² de área e 553 habitantes (censo de 2021). A sua densidade populacional é 67 hab./km².

## História
Foi criada aquando da reorganização administrativa de 2012/2013,  resultando da agregação das antigas freguesias de Messegães, Valadares e Sá.

## Demografia
A população registada nos censos foi:
| Distribuição da População por Grupos Etários | Distribuição da População por Grupos Etários | Distribuição da População por Grupos Etários | Distribuição da População por Grupos Etários | Distribuição da População por Grupos Etários | Distribuição da População por Grupos Etários |
| -------------------------------------------- | -------------------------------------------- | -------------------------------------------- | -------------------------------------------- | -------------------------------------------- | -------------------------------------------- |
| Antes da agregação                           |                                              |                                              |                                              |                                              |                                              |
| Ano                                          | 0-14 anos                                    | 15-24 anos                                   | 25-64 anos                                   | >= 65 anos                                   | Total                                        |
| 2001                                         | 93                                           | 90                                           | 385                                          | 212                                          | 780                                          |
| 2011                                         | 45                                           | 54                                           | 338                                          | 221                                          | 658                                          |
| Após a agregação                             |                                              |                                              |                                              |                                              |                                              |
| Ano                                          | 0-14 anos                                    | 15-24 anos                                   | 25-64 anos                                   | >= 65 anos                                   | Total                                        |
| 2021                                         | 39                                           | 33                                           | 224                                          | 257                                          | 553                                          |